# Alberto Iglesias (actor)
Alberto Iglesias (Santander, Cantabria, 1975) es un director, actor y dramaturgo español.

## Trayectoria
En 1993 se incorporó al grupo teatral La Machina Teatro, en el que se mantuvo integrado hasta 2000, interviniendo con ellos en una docena de obras teatrales. Desde entonces viene desarrollando una prolífica carrera en la que ha tenido ocasión de interpretar obras de William Shakespeare, Tennessee Williams, John Steinbeck o Eugene O'Neill, compartiendo escenario entre otros, con Nuria Espert, José Pedro Carrión, Carlos Hipólito, Concha Velasco, Mario Gas o Vicky Peña.
Su rostro alcanza mayor popularidad en 2011-2012 cuando pasa a formar parte del elenco de la popular serie de televisión Arrayán, emitida en Canal Sur. 
Como director de escena se estrenó en 1999 con la obra Jardines de la Distancia.

## Autor teatral
En sus últimos años ha desarrollado también una trayectoria como autor y alguno de sus títulos le han valido diversos premios. Es el caso de Nasdrovia Chéjov, cuya representación teatral dirigida por Fernando Bernués ganó los premios Ercilla y Max de Teatro al mejor espectáculo revelación, o Descubriendo, que es gerundio, accésit del Premio SGAE de Teatro 2006.
- Bel canto (2016). Premio Jesús Campos.[4]
- Sócrates. Juicio y muerte a un ciudadano. (2016) Coautoría con Mario Gas.[5]
- Nosotras (2014).
- La playa (2012).
- Cristo Hembra (2008).
- Como un caballo sediento amarrado a las puertas de un saloon (2008).
- Marianela (2007).
- Nasdrovia Chéjov (2005). Premio Ercilla de Teatro 2006. Premio Max Espectáculo Revelación 2006
- Mujeres de sangre y aire (2005).
- La mar de amigos (2005).
- El hermano de Sacho (2004).
- Una aventura en el tiempo (2004).
- Bebé (2003).
- Me la maravillaría yo (2003).
- 7x4=28 (2000).
- Peregrinos (2000).
- El carnaval de los animales (1999).

## Interpretaciones de teatro
- El concierto de San Ovidio (2018).
- Sócrates. Juicio y muerte a un ciudadano (2016).
- Largo viaje del día hacia la noche (2014).
- Cuarteto del alba (2014).
- Don Juan (2013).
- Hécuba (2013).
- Serena apocalipsis (2013).
- De ratones y hombres (2012).
- Primera noticia de la catástrofe (2011).
- Un tranvía llamado deseo (2010).
- Jerez, ciudad deseada (2010).
- Glengarry Glen Ross (2009).
- Ríanse del hipopótamo (2009).
- Diktat (2009).
- Belgrado (2009).
- El Ángel de la Luz (2008).
- La torre sangrienta (2008).
- El último templario de Jerez (2007).
- El Dios Tortuga (2007).
- Cyrano de Bergerac (2007).
- Quartet (2007).
- La memoria del vino (2006).
- La Tempestad (2006).
- Hamlet (2006).
- EL carro de los cómicos (2005).
- El último templario de Jerez (2005).
- Castelvines y Monteses (2005).
- Eduardo II de Inglaterra (2004).
- Cara de plata (2002).
- El hilo de Ariadna (2001).
- La danza del sapo (2000).
- Palabra de Hierro (2000).
- Peregrinos (2000).
- El carnaval de los animales (1999).
- El dolor del tiempo (1998).
- Llanto por Ignacio Sánchez Mejías (1997).
- Juglares del centenario (1997).
- El patito feo (1997).
- Madre Prometeo (1996).
- Michín y las nubes (1995).
- El aprendiz (1995).
- Duende (1995).
- La sangre de Macbeth (1994).
- Juglares y otras hierbas (1993).